# فردریش یاکوب مرک
فردریش یاکوب مرک (انگلیسی: Friedrich Jacob Merck; ۱۸ فوریهٔ ۱۶۲۱ – ۱ ژانویهٔ ۱۶۷۸) داروساز اهل آلمان بود. وی یکی از اعضای خانواده مرک و بنیانگذار قدیمی‌ترین شرکت دارویی-شیمیایی جهان یعنی مرک در سال ۱۶۶۸ بوده‌است.